# Hypoxis nyasica
Hypoxis nyasica är en enhjärtbladig växtart som beskrevs av John Gilbert Baker. Hypoxis nyasica ingår i släktet Hypoxis och familjen Hypoxidaceae. Inga underarter finns listade i Catalogue of Life.